# Emil Reich (Politiker)
Emil Reich (* 17. November 1900 in Hemberg SG; † 3. April 1959 in Zürich) war ein Schweizer Politiker (Demokratische Partei).

## Leben und Wirken
Emil Reich besuchte das Lehrerseminar Unterstrass in Zürich, erlangte allerdings keinen Abschluss. Darauf half er wieder auf dem Bauernhof des Vaters. Nach dem Umzug nach Greifensee wurde er dort 1924 Gemeindeschreiber.
Von 1927 bis 1932 war Reich Zivilstandsbeamter der Gemeinde Uster. Er war ab 1932 Amtsvormund des Bezirks Uster. Er übernahm verschiedenste Ämter in Schulbehörden und Kirche und wurde zum Mitglied des Grossen Gemeinderats gewählt.
Als Oberst im Train verfügte er über Beziehungen, die ihm 1948 zur Position des Direktors der Strafanstalt Regensdorf verhalfen. In dieser Funktion humanisierte er den Strafvollzug. Reich erlangte grosse Popularität, nachdem er die Strafanstalt Regensdorf der Öffentlichkeit zugänglich gemacht hatte, indem er Besuchergruppen Zugang zur Anstalt gewährte.

## Politik
Emil Reich war Mitglied der Demokratischen Partei und von 1954 bis 1959 deren letzter Vertreter im Regierungsrat des Kantons Zürich. Bei der Ersatzwahl um die Nachfolge von Hans Streuli, der 1953 zum Bundesrat gewählt worden war, gelang es ihm bereits im ersten Wahlgang, den drei Jahre zuvor verlorenen Sitz im Regierungsrat für die Demokratische Partei zurückzugewinnen.

«Emil Reich, damals Direktor der kantonalen Strafanstalt in Regensdorf, ging am 7. Februar 1954 aus einem dramatischen Wahlkampf siegreich als Regierungsrat hervor. Im Frühjahr des folgenden Jahres wurde er bei den Erneuerungswahlen mit der höchsten Stimmenzahl wiedergewählt. Doch konnte er sich der mit einer seltenen Popularität errungenen Erfolge nicht lange erfreuen.»

Während der Amtszeit sah er sich mit Vorwürfen (u. a. Veruntreuung) seitens seines Parteikollegen Walter Egli konfrontiert. Emil Reich gelang es, diese Vorwürfe zu entkräften.
Gesundheitliche Probleme, die ihn auch bei der Ausübung seines Amtes eingeschränkt hatten, wurden im Winter 1958/59 immer schwerer. Er erlag den Leberproblemen noch im Amt eine Woche vor den Erneuerungswahlen, bei denen man fest mit seiner Wiederwahl gerechnet hatte. Aus Pietätsgründen entschied der Regierungsrat, dass bei den Regierungsratswahlen vom 12. April 1959 nur sechs Regierungsräte gewählt würden. Man wollte so vermeiden, dass es so kurz nach dem Tod zu einem strittigen Wahlkampf komme. Die fünf bürgerlichen Parteien, die Sozialdemokraten und der LdU, die inklusive Reich nur sieben Kandidaten aufgestellt hatten, hatten dieses Vorgehen vorgeschlagen. Der Nachfolger von Emil Reich – Robert Zumbühl – wurde am 24. Mai 1959 in einer Ersatzwahl (mit späterem zweiten Wahlgang) bestimmt.

## Familie
Emil Reich war der Sohn eines Bergbauern. Im Jahr 1925 heiratete er Elsa Trüb. Er war der Vater des Zürcher Pfarrers Ruedi Reich.